# どどめせ
どどめせは、備前福岡（現・岡山県瀬戸内市）の郷土料理。

## 由来と歴史
鎌倉時代の備前福岡は福岡市（ふくおかのいち）と呼ばれる市場があり、水運で栄えていた。船頭用に出されていた炊き込みご飯に誤って酸っぱくなったどぶろく（にごり酒）を入れたところ、これが美味く、「どぶろくめし」としてもてはやされた。この「どぶろくめし」が訛って「どどめせ」となった。
岡山県の郷土料理のばらずし（備前ばらずし）の元祖とも言われる。